# Cuaternidad

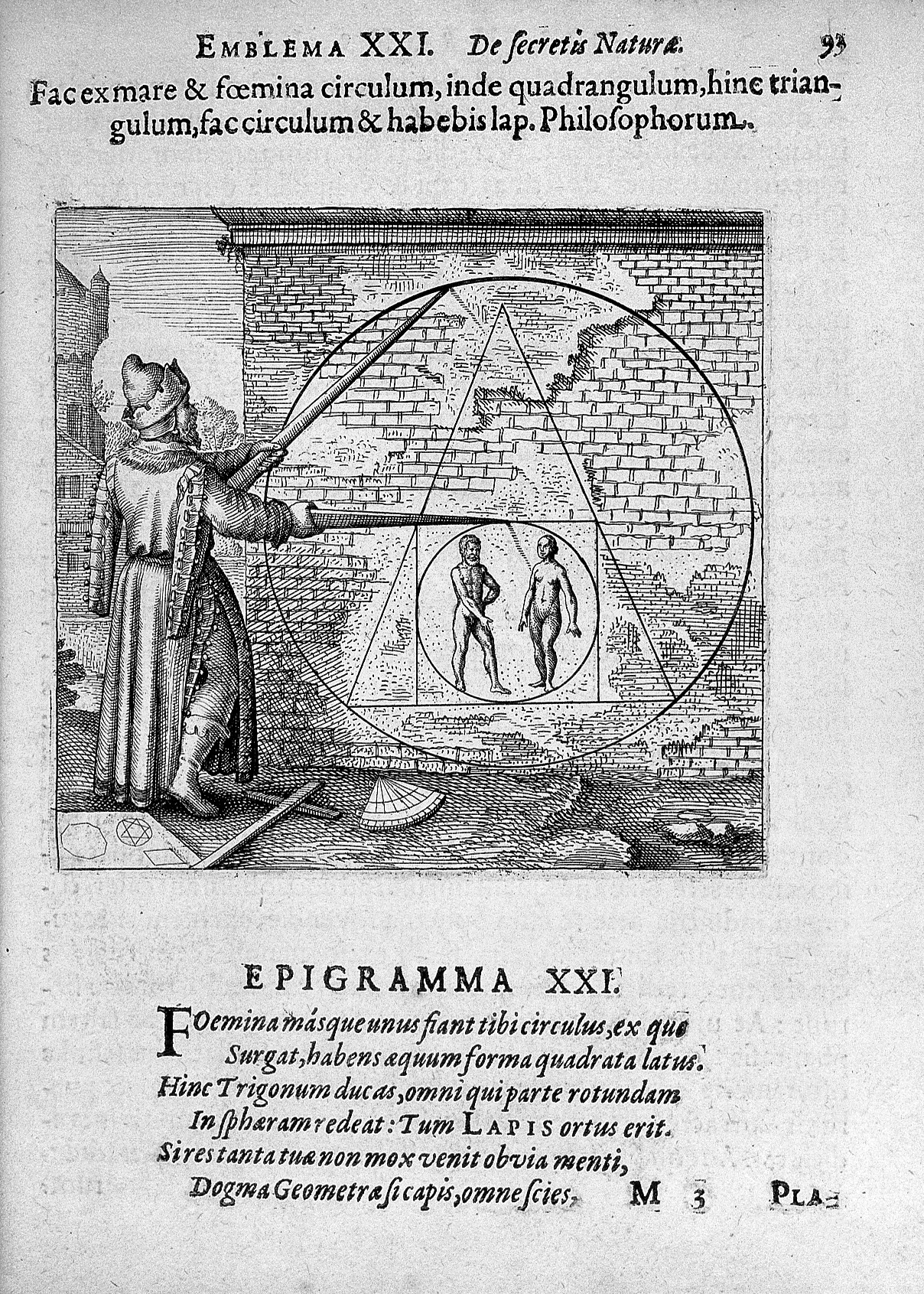
Emblema alquímico XXI de La fuga de Atalanta, Michael Maier (1618).

La cuaternidad sería según Carl Gustav Jung aquel arquetipo universal «premisa lógica de todo juicio de totalidad».

## Definición
En palabras de su propio autor:

La cuaternidad es un arquetipo que, por así decirlo, se presenta universalmente. Es la premisa lógica de todo juicio de totalidad. Si se quiere llegar a un juicio de este tipo, éste debe tener un aspecto cuádruple. Cuando, por ejemplo, se quiere caracterizar la totalidad del horizonte, se nombran los cuatro puntos cardinales. Hay siempre cuatro elementos, cuatro cualidades primitivas, cuatro colores, cuatro castas en la India, cuatro caminos en el sentido de evolución espiritual en el budismo. Por ello también hay cuatro aspectos psicológicos de la orientación psíquica más allá de lo cual no puede ya decirse nada más fundamentalmente. Debemos tener, como orientación, una función que compruebe que hay algo (sensibilidad), una segunda que verifique qué es esto (pensamiento), una tercera función que diga si esto se adecúa o no, si se quiere admitir o no (sentimiento) y una cuarta que indique de dónde viene y adónde va (intuición). Más allá de ahí no se puede decir nada... La perfección ideal es lo redondo, el círculo (mandala), pero su escala mínima es la cuadratura.
 C. G. Jung, Symbolik des Geistes, 2ª ed., 1953, pág. 399.

También definida como cuaternio, se presenta frecuentemente en una estructura de 3 + 1 dado que una de las magnitudes puede adoptar un posicionamiento y naturaleza distintas.
Un ejemplo al respecto sería la simbología animal que adoptan los cuatro evangelistas, siendo tres animales y un ángel. Cuando surge la magnitud excepcional y se une a las otras tres se alcanzaría el Uno, o símbolo de la totalidad.
Otro ejemplo sería, dentro de la psicología analítica de Jung, aquella función ausente a nivel consciente, denominada de menor valor, cuya integración a las tres restantes permitiría desarrollar el proceso de individuación, meta básica en la psicoterapia junguiana.
«El cuatro, en tanto que plural mínimo, representa el estado pluralista de la persona que no ha alcanzado la unidad interior, el estado de la falta de libertad, de la falta de unión consigo mismo, de la ruina, del desgarramiento en direcciones diferentes, una situación dolorosa, irredenta, que desea la unión, la reconciliación, la redención, la curación, es decir, ser un todo».
También se expresaría como un modo de planteamiento de la personalidad de Dios. La cuaternidad, a diferencia del resto de opciones previas, véase politeísmo, dualismo, monismo, monoteísmo, trinidad, se constituiría al plantearse una imperfección en esta última, dado que le restaría un cuarto momento para alcanzarla:

Dios sería un equilibrio dual generador (Padre-Madre) que debe completarse con el equilibrio dual de lo engendrado (Hijo bueno, Hijo malo; Hijo e Hija). Las dos dualidades unidas formarían el carácter cuatri-esencial de los grandes fenómenos cósmicos (cuatro elementos, cuatro puntos cardinales). Ese dios de la cuaternidad sería el símbolo clave de la totalidad del cosmos.

## Casuística
Relata Jung en uno de sus viajes, en este caso a Kenia y Uganda, una muestra sincronística sobre el despliegue de la cuaternidad:

Recibí una carta del gobernador de Uganda en la que me rogaba que aceptáramos con nosotros a una inglesa que regresaba a Egipto a través del Sudán. Se sabía que nosotros teníamos el mismo plan de viaje y puesto que habíamos conocido a la dama en Nairobi, no había razón alguna para negarnos. Además nos sentíamos muy obligados al gobernador por su generosa ayuda.

Menciono este episodio para mostrar por qué sutiles caminos nuestros actos estaban influidos por un arquetipo. Éramos tres hombres y ello era puramente casual. Yo había rogado a un tercer amigo que nos acompañara, pero circunstancias adversas le impidieron venir. Ello bastaba para configurar el inconsciente o el destino. Emergía como arquetipo de la tríada, que pide al cuarto, tal como ha ocurrido una y otra vez en la historia de este arquetipo.

Puesto que estoy siempre predispuesto a aceptar lo casual que se me presenta, admití satisfecho a la dama en nuestro grupo de tres hombres. Era deportiva y valiente y se manifestó como compensación útil a nuestra exclusiva masculinidad. Cuando mi amigo más joven enfermó posteriormente de un peligroso ataque de malaria tropical nos sentimos agradecidos por su experiencia como enfermera, que había adquirido en la Primera Guerra Mundial.
 C. G. Jung, Recuerdos, sueños, pensamientos. Otoño de 1925.